# Avis de mistral
Pour plus de détails, voir Fiche technique et Distribution.
Avis de mistral est une comédie dramatique française écrite et réalisée par Rose Bosch, sortie en 2014. Le film a pour titre anglais My Summer in Provence et au Québec Un été en Provence.

## Synopsis
Après que leur père a annoncé qu'il quittait la maison et que leur mère à la recherche d'un emploi a accepté un stage à Montréal, Léa, Adrien et leur petit frère Théo, sourd de naissance, partent en vacances à la dernière minute en Provence chez leur grand-père Paul, qu'ils n'ont jamais rencontré. En effet, Paul et sa fille sont brouillés depuis 17 ans, et il n'a jamais rendu visite à ses petits-enfants. C'est leur grand-mère, Irène, épouse de Paul, qui les emmène sans l'avoir prévenu. Dès leur installation, le choc des générations se fait ressentir entre ces ados, citadins et connectés, et ce grand-père de prime abord psychorigide et arriéré. Au fil du temps, les petits-enfants découvriront que, derrière ce personnage bourru qu'est leur grand-père, se cache une personne pleine de surprises, ancien hippie et motard ayant parcouru le monde entier avant de se retirer et de cultiver des oliviers. Les vacances ne seront pas si désastreuses qu'elles s'annonçaient, entre les moments en famille et les rencontres et premières amourettes au village : le pizzaiolo pour la jeune fille, les belles touristes suédoises pour le plus grand. Quant au tout petit, il n'aura d'yeux que pour son grand-père, et ce malgré ses fêlures et son net penchant pour l'alcool.

## Fiche technique
- Titre original : Avis de mistral
- Réalisation : Rose Bosch
- Scénario : Rose Bosch
- Décors : Willy Margery
- Costumes : Mimi Lempicka
- Photographie : Stéphane Le Parc
- Son : Amaury de Nexon, Raphaël Sohier, Bruno Reiland et Marc Doisne
- Montage : Samuel Danési
- Musique : Élise Luguern
- Production : Ilan Goldman
- Sociétés de production : Légende Films ; Gaumont et France 2 Cinéma (coproductions)
- Société de distribution : Gaumont Distribution
- Pays de production :  France
- Langue originale : français
- Format : couleur — 2,39:1
- Genre : comédie dramatique
- Durée : 105 minutes
- Dates de sortie :
  - Belgique, France, Suisse romande : 2 avril 2014

## Distribution
- Jean Reno : Paul Mazuret, le grand-père
- Anna Galiena : Irène, la grand-mère
- Chloé Jouannet : Léa, la petite-fille, adolescente de 15 ans
- Hugo Dessioux : Adrien, le petit-fils, adolescent de 17 ans
- Lukas Pélissier : Théo, le petit-fils sourd (l'acteur est réellement sourd)
- Aure Atika : Magali, la vendeuse de glaces
- Tom Leeb : Tiago, le pizzaiolo et gardian
- Raphaëlle Agogué : Émilie, la fille de Paul, maman de Léa, Adrien et Théo
- Hugues Aufray : Élie, l'ex-hippie musicien
- Charlotte De Turckheim : Laurette, l'ex-hippie
- Jean-Michel Noirey : Jean-Mi
- Franck Crouzet : Franck
- Rodolphe Saulnier : Dr Chasson
- Patrik Cottet-Moine : le facteur dans la voiture de La Poste
- Michel Drucker : lui-même
- Fabien Baïardi : Capitaine Marangoni
- Laurent Fernandez : Momo
- Oussama Abassa : Sofiane
- Joris Zapiain : Kevin
- Andy Robert : Matthieu
- Jeremy Mercer : L'Anglais
- Jean-Pierre Lorit : Le père d'Adrien, Léa et Théo
- Hedvig Markgren : Sonya
- Anya Stenberg : Ingrid
- Lola Ingrid Le Roch : la danseuse de flamenco
- Jean-Marc Ravera : Marchand

## Production

### Développement
Après La Rafle sorti en 2010, le thème de l'enfance inspire à nouveau le scénario  lors d'un « souvenir poétique » de ses grands-parents que Roselyne Bosch a peu connus et une envie « de décrire un clash de génération peu exploré : entre grands-parents et petits-enfants. J’aime le fait que les « papis » d’aujourd’hui sont les hippies d’hier. Ils ont protesté contre le Vietnam, connu Woodstock, conspué la consommation », précise-t-elle.

### Auditions
Après son film La Rafle en 2010, la réalisatrice Roselyne Bosch souhaite travailler à nouveau avec Jean Reno parce que « ça faisait dix ans que je lui disais que j'avais envie de le voir souffrir à l'écran, dans autre chose que des rôles où il était tellement fort et sûr de lui. J'avais envie de le voir en difficulté et de voir ce que ça donnait », confie-t-elle. L'acteur interprète le rôle d'un grand-père, prénommé Paul.
Pour tenir le rôle des petits-enfants de Jean Reno, la réalisatrice emploie une « jeune génération d’acteurs » : Chloé Jouannet, fille d'Alexandra Lamy et de Thomas Jouannet, qui fait ses premiers pas au cinéma, Hugo Dessioux et le jeune sourd Lukas Pélissier.
Le rôle du vieux hippie Élie a été confié à l'auteur-compositeur-interprète Hugues Aufray, pour la première fois à l'écran à quatre-vingt-quatre ans (il avait déjà décroché un rôle dans La Vérité de Henri-Georges Clouzot, en 1960, mais n'avait pas joué dans ce film pour cause de mésentente avec le réalisateur). Interrogé à propos d'Avis de mistral, il dit : « je joue le rôle d'un vieux hippie qui est resté jeune dans sa tête et qui chante des chansons de Bob Dylan à la guitare. Donc c'est pas très compliqué pour moi ».

### Tournage
Le contrat signé pour neuf semaines, l'équipe de tournage s'installe en fin mai 2013 en pleine Provence-Alpes-Côte d'Azur, aux Paluds-de-Noves et dans le massif des Alpilles des Bouches-du-Rhône.

## Accueil

### Sortie nationale
Avis de mistral est projeté en avant-première, le 21 mars 2014, aux cinémas Mega CGR de Pau dans l'Aquitaine et de Tarbes dans le Midi-Pyrénées avec la présence de Rose Bosch et de Jean Reno. Il sort le 2 avril 2014 dans toute la France.
En plein jour de sa sortie, le film attire seulement 521 spectateurs dans 17 salles parisiennes.

### Accueil critique
Sur AlloCiné, Avis de mistral est considéré comme le meilleur film de la semaine selon les critiques spectateurs avec une note moyenne de 3,9 étoiles sur 5 derrière Clochette et la Fée Pirate (The Pirate Fairy) de Peggy Holmes et Nebraska d'Alexander Payne.

### Box-office
| Pays ou région | Box-office      | Date d'arrêt du box-office | Nombre de semaines |
| -------------- | --------------- | -------------------------- | ------------------ |
| France         | 313 674 entrées | 16 avril 2014              | 2                  |
| Suisse         | 2 190 entrées   | 15 avril 2014              | 2                  |

Pour la première semaine, Avis de mistral se place au troisième rang du box-office avec 203 000 spectateurs derrière Clochette et la Fée Pirate (The Pirate Fairy) de Peggy Holmes avec le cumul de 259 000 entrées et Captain America : Le Soldat de l'hiver (Captain America: The Winter Soldier) d'Anthony et Joe Russo qui reste au sommet depuis deux semaines avec 1 200 000 entrées au total.